# شوشانيك كورغينيان
شوشانيك كورغينيان ((بالأرمنية: Շուշանիկ Կուրղինյան)‏، 18 آب\أغسطس 1876 - 24 تشرين ثاني\نوفمبر 1927، هي
كاتبة وشاعرة أرمينية كانت محفزة لتطوير الاشتراكية والشعر النسوي. أعطت صوتها لمن لا صوت لهم ورأت دورها كشاعرة سياسياً بعمق.
نشرت أولى قصائدها عام 1899 في «طاراز»، ونشرت أول قصة قصيرة في صحيفة «أغبيور» عام 1900. بعد إنشاء أول مجموعة نسائية تابعة لحزب الهنشاك السياسي في غيومري، فرّت شوشانيك إلى روستوف-نا-دونو حتى تهرب من الاعتقال في النظام القيصري. نشرت أول ديوان شعر لها «رنين الفجر» عام 1907، ترجمت إحدى قصائد هذا الديوان هي «حب النسر» إلى اللغة الإنجليزية وضُمّنت في كتب مختارات الأشعار الأرمنية عام 1917.
بعد الثورة الروسية (1917)، عام 1921 عادت إلى أرمينيا السوفييتية حيث عاشت حتى وفاتها. طوال فترة حياتها، أقامت شوشانيك علاقات مهمة مع الشخصيات المشهورة في عالم الفن في أرمينيا وهم فرتانيز بابازيان، أفيديك إساهاجيان، هوفهاتيس تومانيان وغيرهم.

## وصلات خارجية
- A Review of I Want to Live: Poems of Shushanik Kurghinian at The Critical Corner — 2/27/2006
- "A Forgotten Heritage" at The Critical Corner — 7/15/2003
- "The Keepers of Our Letters" at The Critical Corner — 1/10/2005
- Two or Three Things She Knows About Shushanik على يوتيوب a short film by Tina Bastajian (2005)
- That's Her, They Say read by Shushan Avagyan